# Yuka Nishida
Yuka Nishida –en japonés, 西田 優香, Nishida Yuka– (27 de diciembre de 1985) es una deportista japonesa que compitió en judo. Ganó tres medallas en el Campeonato Mundial de Judo entre los años 2007 y 2011, y tres medallas en el Campeonato Asiático de Judo entre los años 2011 y 2015.

## Palmarés internacional
| Campeonato Mundial  | Campeonato Mundial      | Campeonato Mundial | Campeonato Mundial |
| Año                 | Lugar                   | Medalla            | Categoría          |
| ------------------- | ----------------------- | ------------------ | ------------------ |
| 2007                | Río de Janeiro (Brasil) | Medalla de bronce  | –52 kg             |
| 2010                | Tokio (Japón)           | Medalla de oro     | –52 kg             |
| 2011                | París (Francia)         | Medalla de plata   | –52 kg             |
| Campeonato Asiático |                         |                    |                    |
| Año                 | Lugar                   | Medalla            | Categoría          |
| 2011                | Abu Dabi (EAU)          | Medalla de oro     | –52 kg             |
| 2012                | Taskent (Uzbekistán)    | Medalla de oro     | –52 kg             |
| 2015                | Kuwait (Kuwait)         | Medalla de bronce  | –52 kg             |